# Enrico Mauceri
Enrico Mauceri (Siracusa, 15 agosto 1869 – Bologna, 28 giugno 1966) è stato uno storico dell'arte italiano.
Iscrittosi alla facoltà di lettere e filosofia dell'Università di Palermo, la abbandona dopo pochi mesi, deluso dall'ambiente e dai docenti. Nel 1891 si iscrive quindi alla facoltà di giurisprudenza, sempre a Palermo, laureandosi nel 1894.
Era però da sempre interessato all'arte e già durante gli studi giuridici aveva seguito i corsi di archeologia tenuti da Antonio Salinas, stringendo amicizia con un altro archeologo, il trentino Paolo Orsi.
Orsi lo esorta a seguire un corso di perfezionamento in arte medievale  e moderna tenuto a Roma da Adolfo Venturi. Mauceri accetta il consiglio e nel 1897 ottiene l'incarico di vice ispettore presso la Galleria Nazionale d’Arte Antica di Palazzo Corsini a Roma, dove collabora oltre che con Venturi con Paul Kristeller e Federico Hermanin.
Nel 1899 ottiene il diploma di maturità negli studi di perfezionamento in storia dell’arte medievale e moderna.
Dopo due anni rientra a Palermo, come ispettore al Museo nazionale diretto da Antonino Salinas. Nel museo siciliano si dedica all'organizzazione dell'inventario delle collezioni, denunciando alcune mancanze del sistema museografico locale. Nel 1915  viene nominato soprintendente alle gallerie per la Sicilia orientale e si trasferisce a Messina, dove crea il museo nazionale, organizzando le raccolte sopravvissute al terremoto del 1908. Nel 1929 gli viene offerta la direzione della Pinacoteca Nazionale di Bologna: accetta e vi rimane fino al 1936, lavorando anche in questo caso alla riorganizzazione della galleria.
Nel 1936 accetta l'incarico di provveditore agli studi a Modena, abbandonando la pinacoteca bolognese ed anche la carriera di funzionario museale.
Unì il suo ruolo di funzionario tecnico ad una visione moderna dell'istituto museale, sfruttando anche la propria esperienza in ambito amministrativo; le riorganizzazioni dei musei di cui si occupò riflettono la visione del mondo di tipo razionalista tipica di quegli anni.